# Цаган Аман

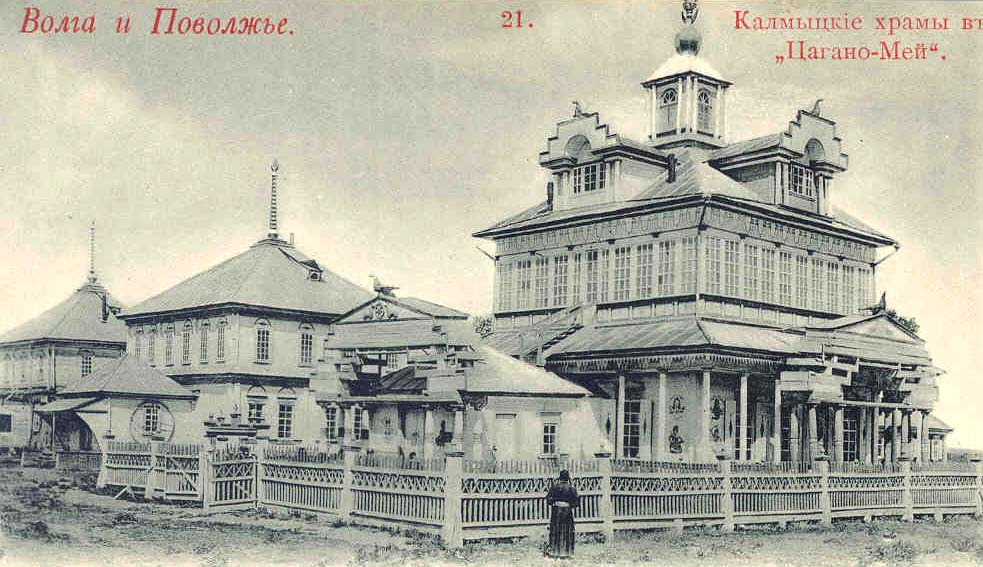
Хурул в Цаган Амане

Цаган Аман (калм. Цаһан Аман) — посёлок (сельского типа) в Калмыкии, административный центр Юстинского района и Цаганаманского сельского муниципального образования. Единственный выход Калмыкии к Волге. Расположен 300 км к северо-востоку от Элисты.
Население — 5578 человек (2021).
Основан в 1798 году. С 1965 года по 1992 год — посёлок городского типа.

## Название
Название посёлка переводится как Белый берег и восходит к калм. цаһан — «белый» и калм. амн — «берег, устье, падь», таким образом название характеризует место расположения посёлка.

## История
Впервые Цаган Аман был упомянут в документе «О земле Цаган Аман именуемой» в 1818 году. Из этого документа следует, что урочище Цаган Аман начинает свою историю с 1798 года, когда Орчи-лама начал воздвигать здесь хурульные постройки (на левом берегу Волги, примерно в районе современного посёлка Цаган Булг).
Основание посёлка связано со историей Багацохуровского хурула «Ламрим-лин». Багацохуровский хурул образовался по благословению Его Святейшества Далай-ламы ещё на территории Джунгарии, откуда перекочевал вместе с ойратами в Поволжье, название ему дал Далай-лама в начале XVII века. Легенда гласит, что имевшиеся грамоты на открытие хурула с подписью и печатью Далай-ламы были увезены в 1771 году откочевавшими в Джунгарию, но кочевой монастырь и его хувараки остались на Волге. Вскоре багши хурула Орчи-лама приобрел землю для своего хурула, в котором осталось от 250 до 300 монахов, а затем построил первый деревянный храм в урочище Цаган Аман. Хурульный комплекс просуществовал до 1935 года, когда он был разрушен в ходе антирелигиозной кампании.
Цаган Аман упомянут в Списке населённых мест Астраханской губернии за 1859 год в качестве главной ставки Багацохурского улуса. Всего в 1859 году в урочище Цаган Амане имелось 8 хурулов, кочевало 55 кибиток, в которых проживало 220 человек. В 1925 году образован Цаганаманский сельский Совет, переименованный в 1935 году в Отхоновский. В 1929—1930 годах в посёлке был образован колхоз «Трудовой Калмык».
28 декабря 1943 года калмыки, проживавшие в селе, были депортированы, посёлок передан Астраханской области. Указом Президиума Верховного Совета РСФСР от 5 ноября 1952 года Цаган Аман был переименован в посёлок Бурунный. После возвращения калмыков из Сибири 22 марта 1957 года решением Калмыцкого областного совета народных депутатов трудящихся центр Юстинского района из посёлка Юста был перенесен в посёлок Бурунный, а Указом Президиума Верховного Совета РСФСР от 22 марта 1961 года посёлку Бурунный было возвращено историческое название «Цаган Аман».

## Физико-географическая характеристика
Посёлок расположен в пределах Волго-Сарпинской равнины, являющейся частью Прикаспийской низменности, на правом, высоком, берегу Волги. Посёлок расположен в 4 м ниже уровня мирового океана.
Цаган Аман расположен в 300 км к северо-востоку от столицы Калмыкии Элисты, в 240 км к юго-востоку от Волгограда, 190 км к северо-западу от Астрахани. Ближайший населённый пункт — посёлок Цаган Булг, расположенный на противоположном берегу Волги. Посёлок пересекает федеральная автодорога Р-22 «Каспий» (Москва—Астрахань).
Климат
Тип климата — семиаридный (BSk — согласно классификации климатов Кёппена). Среднегодовая температура воздуха — 9,0 °C, количество осадков — 257 мм. Самый засушливый месяц — февраль (норма осадков — 15 мм). Самый влажный — июнь (28 мм).
| Показатель                    | Янв.  | Фев.  | Март | Апр. | Май  | Июнь | Июль | Авг. | Сен. | Окт. | Нояб. | Дек. | Год  |
| ----------------------------- | ----- | ----- | ---- | ---- | ---- | ---- | ---- | ---- | ---- | ---- | ----- | ---- | ---- |
| Средний суточный максимум, °C | −3,4  | −2,9  | 3,5  | 16,3 | 24,2 | 28,9 | 31,4 | 30,0 | 23,4 | 14,0 | 5,1   | −0,2 | 14,2 |
| Средняя температура, °C       | −7,1  | −6,9  | −0,8 | 10,3 | 17,8 | 22,5 | 25,0 | 23,4 | 17,1 | 8,8  | 1,6   | −3,3 | 9,0  |
| Средний суточный минимум, °C  | −10,7 | −10,8 | −5   | 4,4  | 11,4 | 16,2 | 18,6 | 16,9 | 10,8 | 3,7  | −1,8  | −6,3 | 4,1  |
| Норма осадков, мм             | 19    | 15    | 15   | 17   | 26   | 28   | 25   | 25   | 24   | 19   | 22    | 22   | 257  |
| Источник:                     |       |       |      |      |      |      |      |      |      |      |       |      |      |

Часовой пояс
Цаган Аман, как и вся Республика Калмыкия, находится в часовой зоне МСК (московское время). Смещение применяемого времени относительно UTC составляет +3:00.

## Население
| 1959 | 1970  | 1979  | 1989  | 2002  | 2010  | 2021  |
| ---- | ----- | ----- | ----- | ----- | ----- | ----- |
| 2100 | ↗4662 | ↗5569 | ↗6545 | ↘5926 | ↗6027 | ↘5578 |

Национальный состав
Согласно результатам переписи 2002 года и 2010 года большинство населения посёлка составляли калмыки (82 %).
| Национальность   | Численность (2010) | Процент |
| ---------------- | ------------------ | ------- |
| Калмыки          | 4900               | 81,6%   |
| Русские          | 664                | 11,1%   |
| Казахи           | 266                | 4,4%    |
| Корейцы          | 76                 | 1,3%    |
| Немцы            | 14                 | 0,2%    |
| Грузины          | 11                 | 0,2%    |
| Татары           | 10                 | 0,2%    |
| Узбеки           | 10                 | 0,2%    |
| Украинцы         | 9                  | 0,1%    |
| Башкиры          | 6                  | 0,1%    |
| Таджики          | 6                  | 0,1%    |
| Турки-месхетинцы | 6                  | 0,1%    |
| Армяне           | 5                  | 0,1%    |
| Грузины          | 5                  | 0,1%    |
| Чеченцы          | 5                  | 0,1%    |
| Азербайджанцы    | 4                  | 0,1%    |
| Хакасы           | 4                  | 0,1%    |
| Литовцы          | 3                  | 0,05%   |
| Всего            | 6004               | 100%    |

## Достопримечательности

Хурульный комплекс им. Тугмюд-гавджи

- Цаган-Аманский хурул. В начале 1990-х годов решено было восстановить хурул рядом с домом, где жил и проводил службу лама Тугмюд-гавджи (1887—1980). Лама получил высшее духовное образование в Кукуноре (Внутренняя Монголия), где обучался четырнадцать лет и защитил звание «геше-гавджи», он работал в Петербургском дацане, затем преподавал философию в Цаннид-Чёёря. В 1943 году был сослан со своим народом в Сибирь. Вернувшись из ссылки, с 1964 года он жил и принимал верующих в Цаган Амане[18]. Хурул в Цаган Амане построен в полном соответствии с традициями буддийского зодчества. Автор проекта — Владимир Гиляндиков. Особую красоту придает храму изящная пагода с золотистой крышей и украшенная резьбой по дереву. В хуруле находится скульптура Будды Шакъямуни высотой более двух метров. Стены храма увешаны буддийскими иконами с изображениями Зеленой Тары — богини-защитницы, Будды Манлы, дарующего здоровье, грозного идама Ямантаки и других божеств. Эти живописные тканевые полотна большей частью привезены из Тибета и Монголии.
- Ступа Совершенной Победы.

## Фотогалерея

Вид на посёлок Цаган Аман со стороны трассы «Р-22». 2016 г.
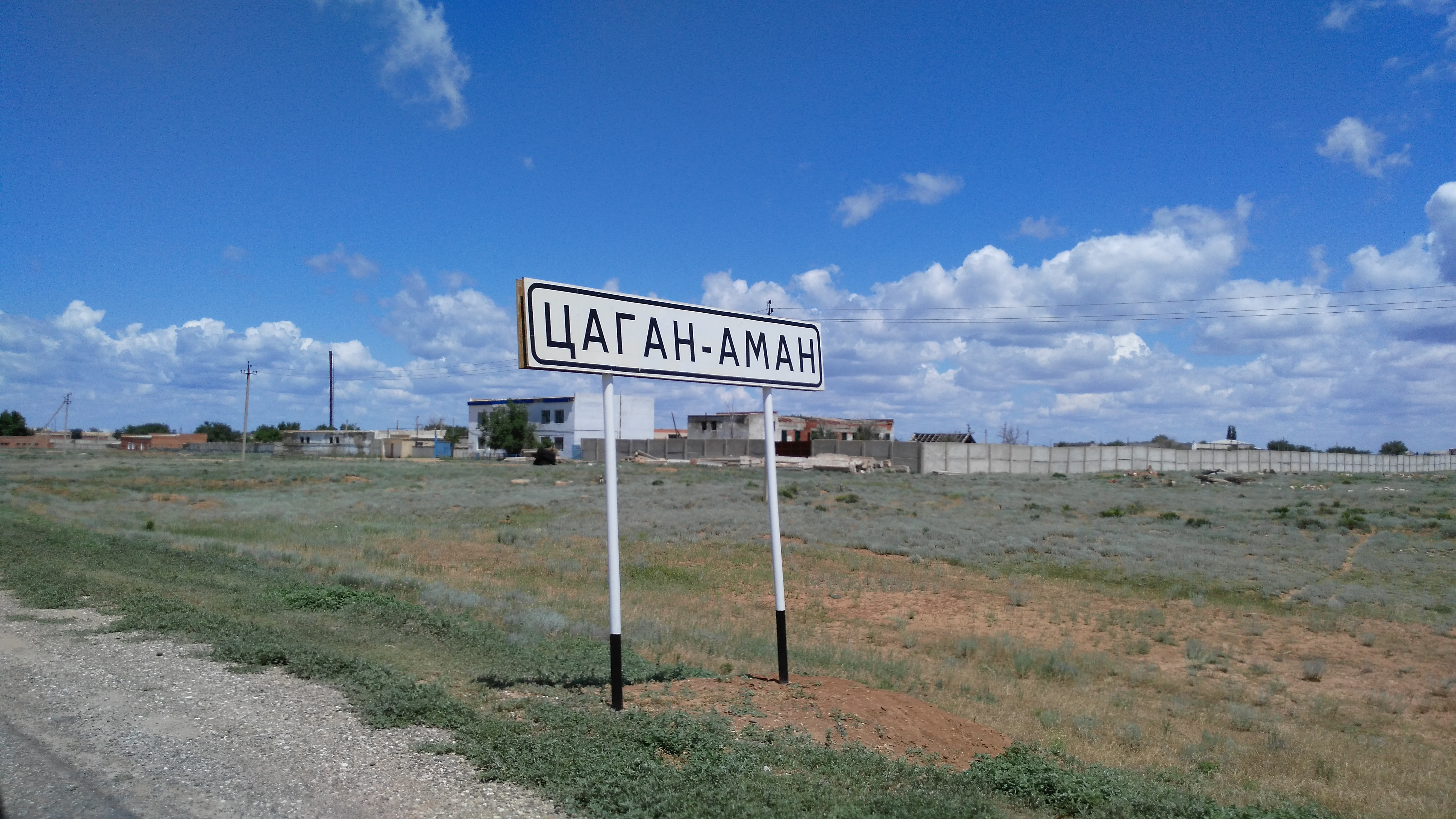
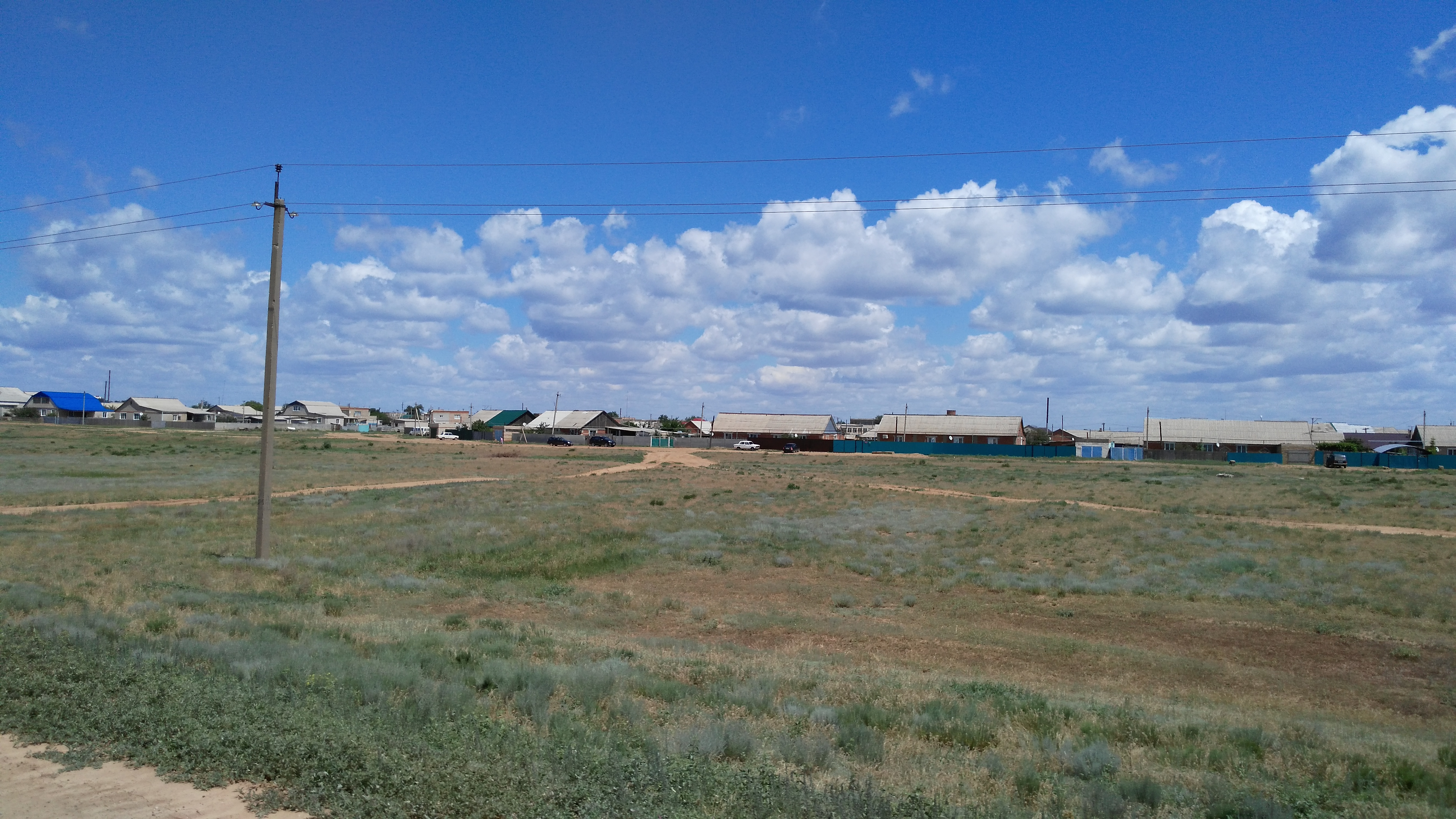
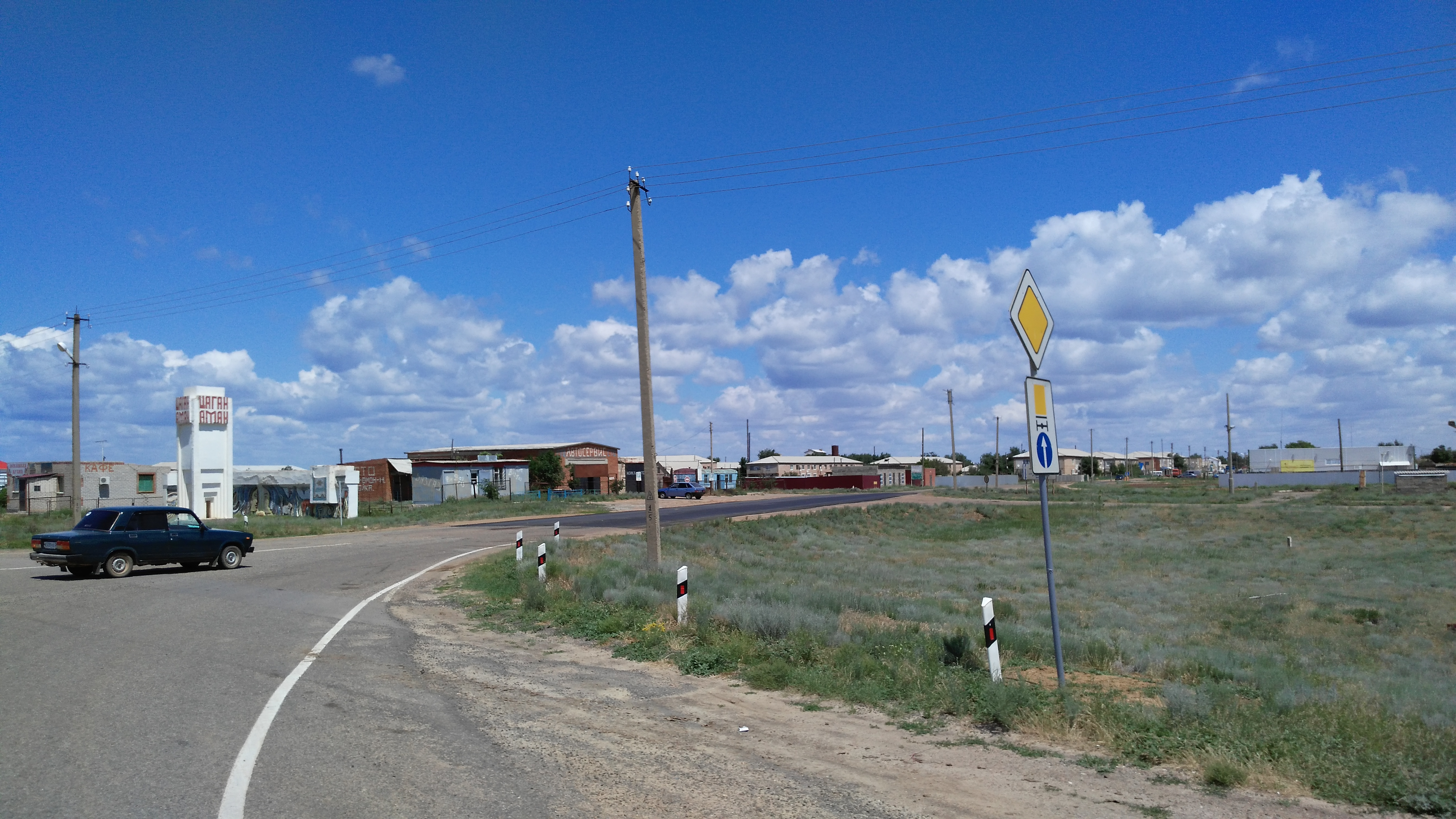
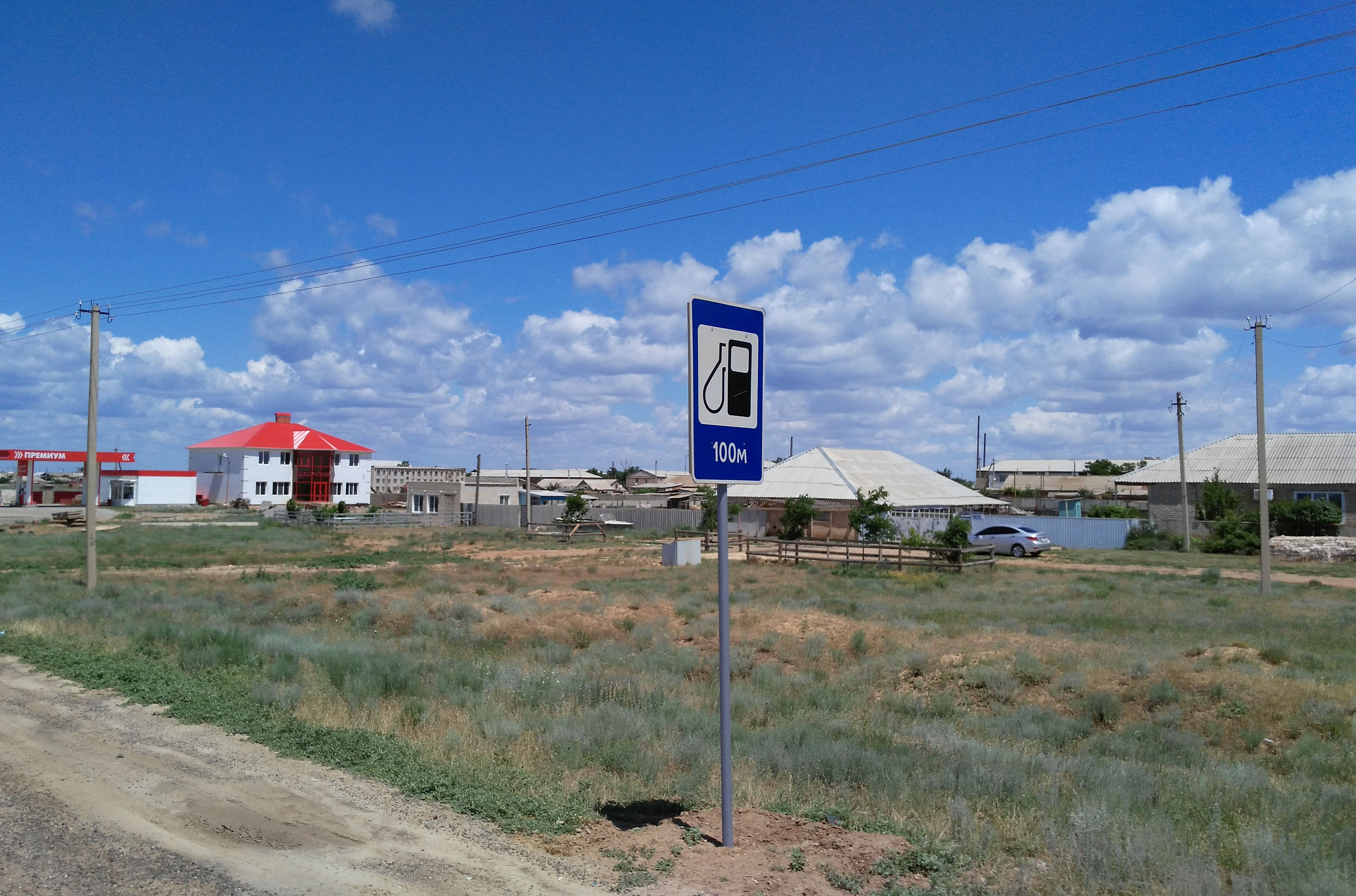